# Zosin (Mazovie)
Zosin [ˈzɔɕin] est un village polonais de la gmina de Sochaczew dans le powiat de Sochaczew et dans la voïvodie de Mazovie.